# Pleurothallis epiglottis
Pleurothallis epiglottis är en orkidéart som beskrevs av Carlyle August Luer. Pleurothallis epiglottis ingår i släktet Pleurothallis och familjen orkidéer. Inga underarter finns listade i Catalogue of Life.